# Suzuki GSX 750 E/ES/EF
Die Suzuki GSX 750 E/ES/EF ist ein Motorrad des japanischen Herstellers Suzuki, das in mehreren Versionen gebaut wurde.
1983 in Japan vorgestellt mit überarbeiteter Linie und Triebwerk. Das Vorgängermodell GSX 750 E (GS75X) sowie wie auch die Katana-Baureihe haben den Vorgängermotor verbaut. In der GSX 750 E/ES/EF ist das modifizierte Triebwerk mit dem 16-Ventil-"TSCC"-Kopf.
Leichte Änderungen in den Baujahren 1983–1986 sind u. a. verlängerter Radstand, Leistungserhöhung von 63 auf 66 kW, Halbschalen-Verkleidung (ES), ab 1984 mit Vollschale (EF). Während die alten Katanas noch über eine Rohrrahmen-Schwinge von zwei außenliegenden Stoßdämpfern abgefedert wurden, wurde die GSX 750 E/ES/EF mit einem zentralen Federbein und Kastenschwinge ausgestattet.
In Deutschland (und Europa) wurde der Sporttourer sehr erfolgreich als GSX 750 ES (und seltener als EF) verkauft, in Japan u. a. als „New Katana“ angeboten. Dort aber mit goldfarbenem Rahmen und weißer Lackierung sowie Klappscheinwerfer.

Für die USA wurde ein Sondermodell als GS 700 E gefertigt 

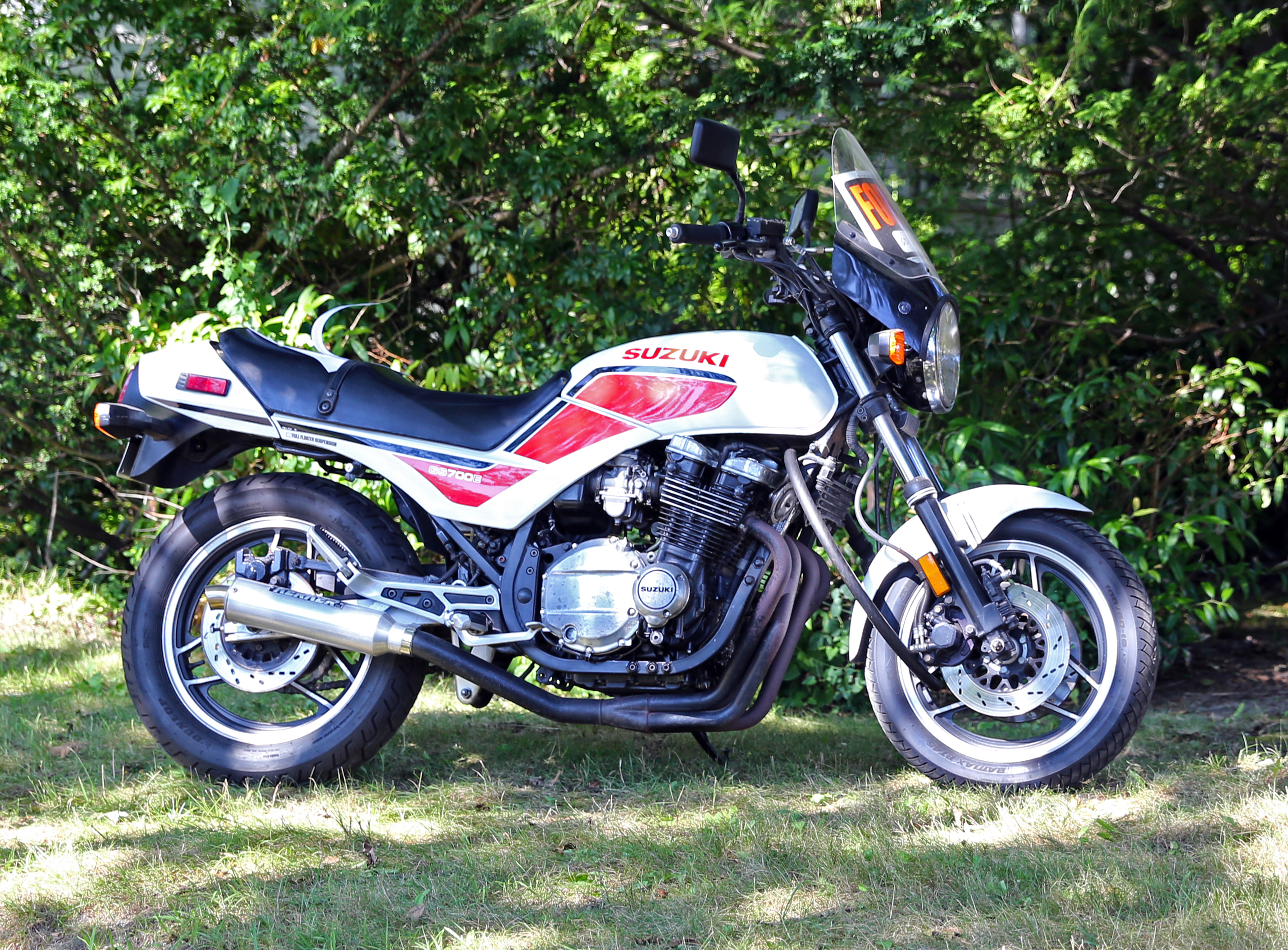
GS 700 E US-Modell, Basis GSX 750 ES (aber mit 4in1 Auspuff)

## Maße und Gewicht GR72a
- Modell 1983, Länge: 2155 mm, Rad-/Achsabstand: 1480 mm
- Modell 1985, Länge: 2180 mm, Rad-/Achsabstand: 1500 mm
- Leergewicht 214 kg (ES)/215 kg (EF)

## Motor, Daten und Leistung
- 4-Zylinder-Reihen-Motor 16V DOHC, luft- und ölgekühlt
- 747 cm³ mit 63 kW bis 1985, ab 1985 mit 66 kW (90 PS) bei 9500/min
- ca. 67 Nm Drehmoment bei 8500/min
- vier BS32SS Mikuni-Vergaser
- Bohrung: 67 mm
- Hub: 53 mm
- Verdichtung: 1 : 9,6 (Normalbenzin betankbar)
- 5-Gang-Getriebe mit Ganganzeige
- kontaktlose Zündung CDI (in 2 Stufen)
- Stromgenerator im Öl, im Gleichrichter geregelt
- Tankvolumen 19,5 Liter (mit Tankanzeige)
- Verbrauch ca. 6 l/100 km (ab 5,2 bis 8,5) je nach Fahrstil
- Höchstgeschwindigkeit (laut Kfz-Brief) 209 km/h (getestet ca. 215 km/h)

## Fahrwerk
- 16"-Vorderrad 100/90/16-Bereifung
- Teleskopgabel mit verstellbaren Federn oben sowie verstellbarem Druck (Anti-Dive) unten
  - Erste Baureihe mit Anti-Dive noch über den Bremsdruck geregelt, ab 1984/85 mit eigenständigem vierfach Versteller unten am Gabelholm.
- 17"-Hinterrad 120/90/17-Bereifung
- Aluminium-Kastenschwinge mit Zentralfederbein, verstellbar in der Zug- und Druckstufe

## Bildergalerie

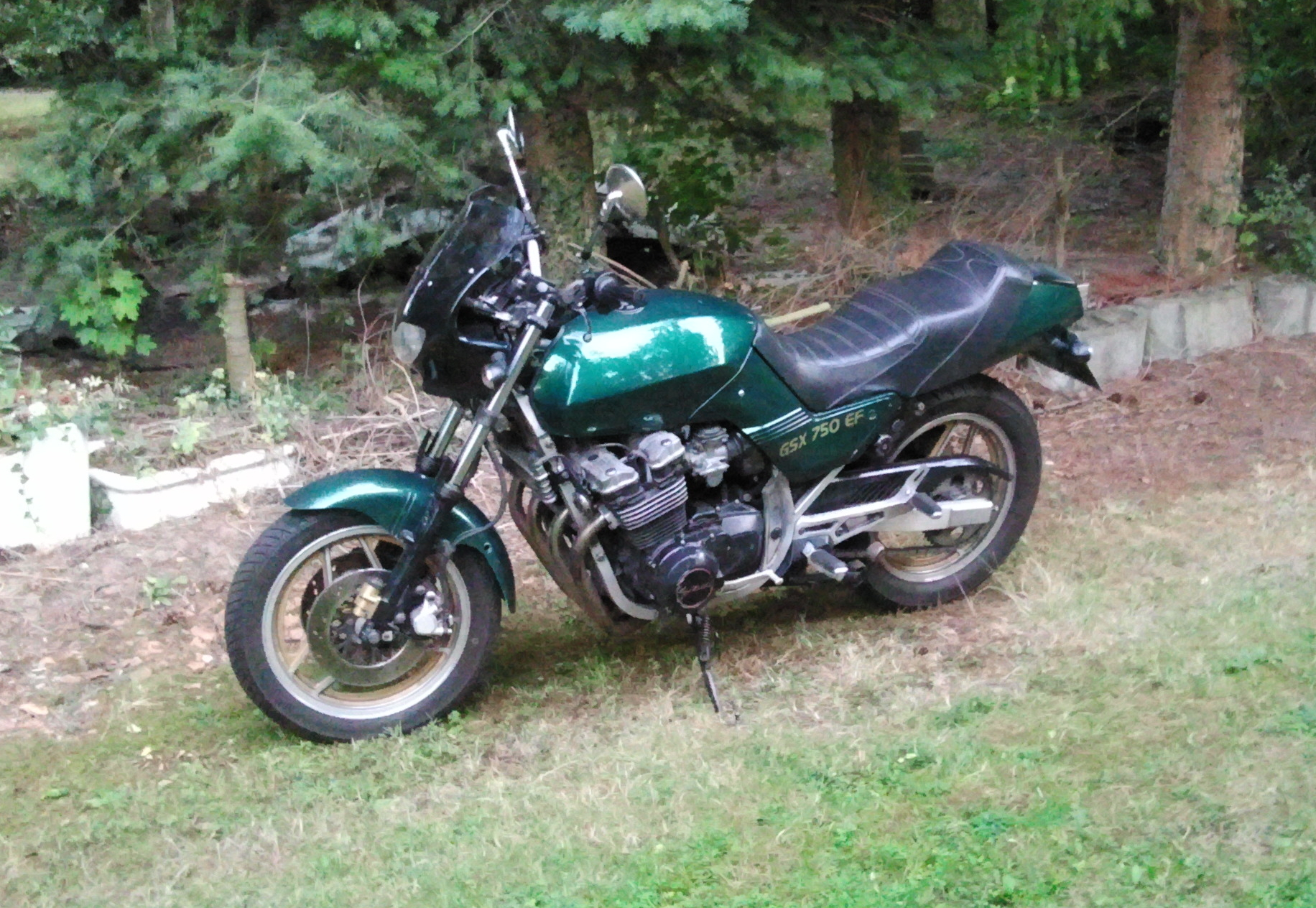
GSX 750 EF mit Giuliari Sitzbank, Magura Superbike Lenker und Lampenmaske.
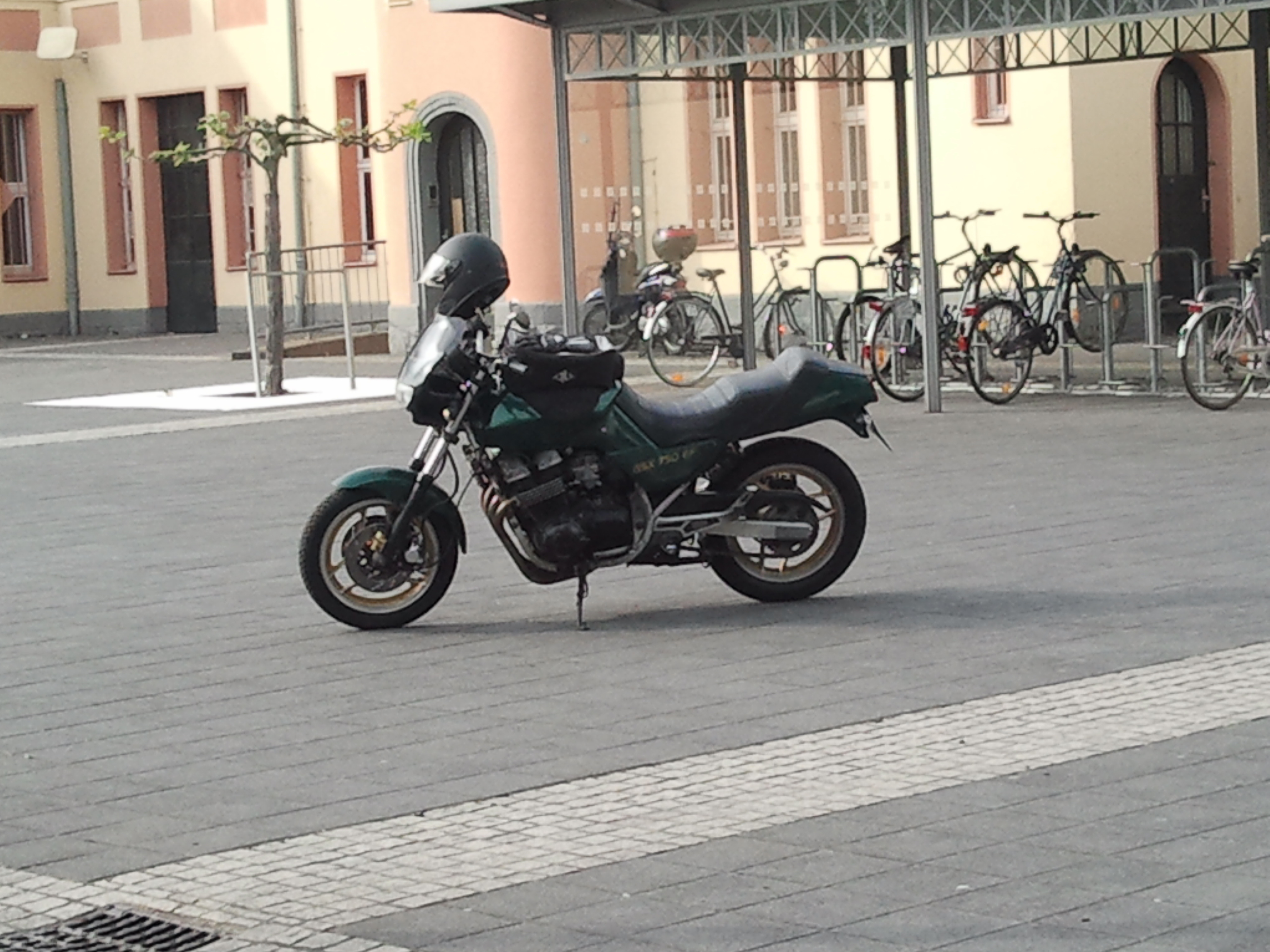
GSX750EF in Saarlouis am Hauptbahnhof